# Ixora praestans
Ixora praestans är en måreväxtart som beskrevs av Cornelis Eliza Bertus Bremekamp. Ixora praestans ingår i släktet Ixora och familjen måreväxter. Inga underarter finns listade i Catalogue of Life.